# Stege und Waidbach
| Stege              | |
| Gewässerkennzahl   | DE/9638 (zusammen mit Unterlauf des Mühlenfließes), 963812 (Scheitelgewässer), 96388 (alter Unterlauf) |
| Lage               | Deutschland, Mecklenburg-Vorpommern                                                                    |
| Flusssystem        | urspr. eigenes, jetzt Mühlenfließ                                                                      |
| Abfluss über       | (Mühlenfließ) → Ostsee                                                                                 |
| Quelle             | Dänenberg bei Hanstorf 54° 3′ 15″ N, 11° 56′ 59″ O                                                     |
| Quellhöhe          | 76 m ü. NHN                                                                                            |
| Mündiung           | urspr. bei Heiligendamm 53° 58′ 36″ N, 11° 52′ 8″ O jetzt in Bad Doberan 54° 6′ 58″ N, 11° 55′ 0″ O    |
| Mündungshöhe       | 0 m ü. NHN                                                                                             |
| Höhenunterschied   | 76 m                                                                                                   |
| Länge              | hydrologisch 21 km, nominell 5,3 – 14,7 km                                                             |
| Durchflossene Seen | Conventer See (alter Unterlauf)                                                                        |
| Kleinstädte        | Bad Doberan                                                                                            |

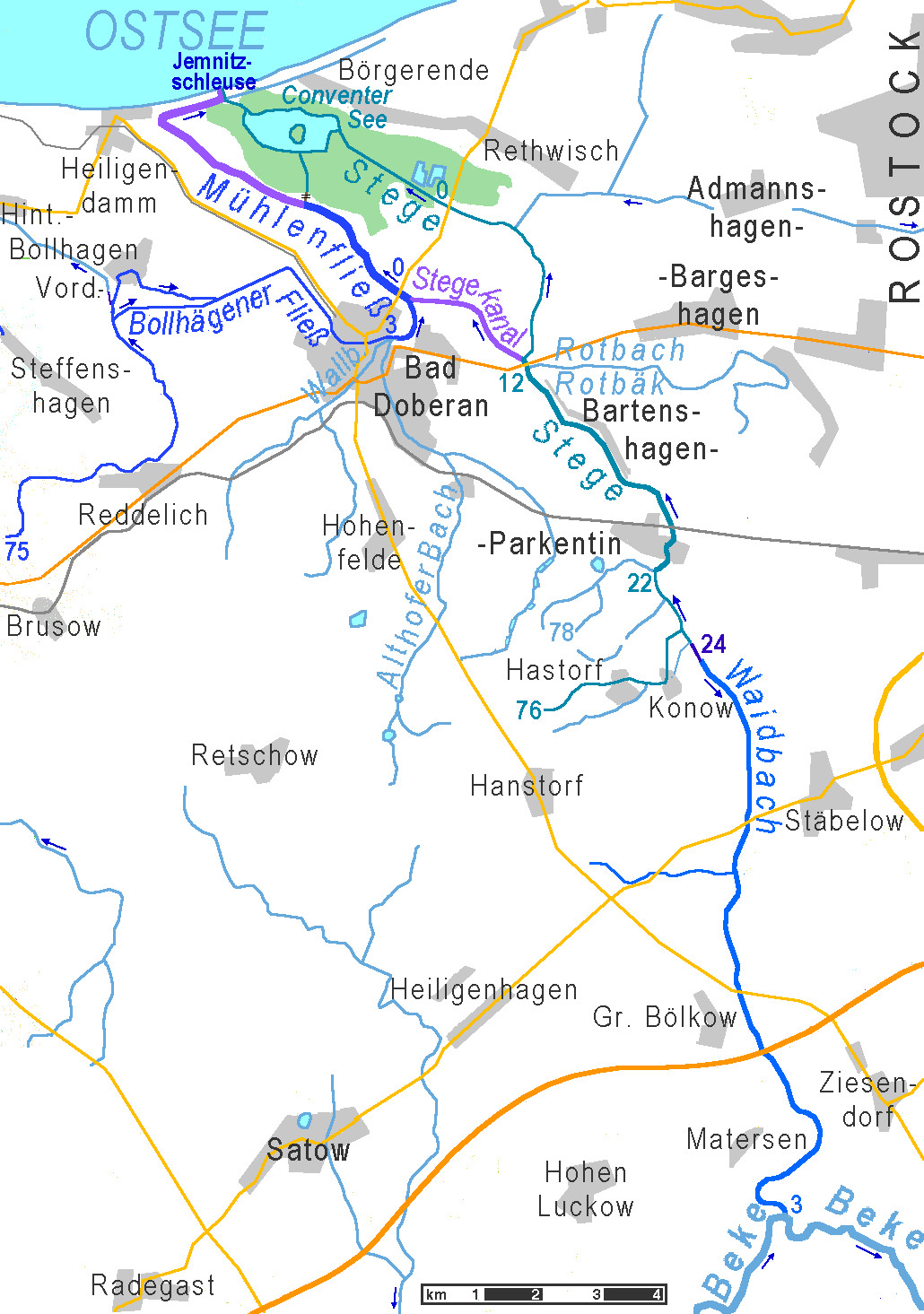
Mühlenfließ, Stege und Waidbach
dunkel lila = Pseudobifurkation
lila = um 1968 neu angelegt
grüne Fläche unter 0 m NHN

Die Bäche Stege und Waidbach im Landkreis Rostock in Mecklenburg-Vorpommern bilden mit ihren gemeinsamen Quellbächen eine der zahlreichen Pseudobifurkationen im Nordosten Deutschlands.

## Quellbäche
Die allesamt nicht klassifizierten Quellbäche kommen aus Tälern in der Umgebung des 93 m hohen Dänenberges an der Ostseite des östlichen Teils der Kühlung, den Ivendorfer Höhen südlich von Bad Doberan, und bilden drei Gruppen:
- Die nördliche Gruppe besteht aus einer Quelle in 73 m Meereshöhe, deren Bach südlich um den 60,6 m hohen Kreigenberg fließt und einem etwa gleich langen Zufluss nördlich dieses Hügelvorsprungs.
- Nächst südlich gibt es einen einzelnen Zulauf, der südlich des Voßberges zweimal versickert, bevor er die Talsohle erreicht.
- Die Quellbäche der südlichen Gruppe vereinigen sich bei dem Hanstorfer Ortsteil Konow. Von dort fließt ein Teil gänzlich oberirdisch nach Norden sowie ein aus unterirdischer Verästelung gespeistes Gewässer nach Nordosten. Letzteres kann zeitweise in Richtung Waidbach abgeflossen sein. Die westlichste dieser Quellen ist diejenige mit der längsten Gewässerstrecke bis zur Mündung von Stege und Mühlenfließ an der Jemnitzschleuse.

## Scheitelbereich
Die aus den Höhenlinien abzuleitende natürliche Wasserscheide dürfte zwischen (östlich von) Neuhof und (östlich von) Konow gelegen haben. Die Kartendarstellung aus dem Jahr 1900 zeigt eindeutig, wo das Wasser nach Süden floss, aber keine Strömungspfeile nach Norden. Allerdings ist das Gewässerbett zwischen Parkentin und Konow künstlich vertieft worden. Die Wartung durch den Wasser- und Bodenverband zielt auf eine Strömungsgrenze unter dem Weg von Konow nach Wilsen ab. Daran orientieren sich auch die Gewässerkennziffern. Trotzdem lassen einzelne Karten den Waidbach einen Kilometer weiter nördlich beginnen.

## Abflüsse

### Waidbach
Nach Süden fließt der Waidbach durch ein Wiesental westlich an Stäbelow und dem Landschaftsschutzgebiet Fahrenholzer Wald vorbei. Nach ungefähr acht Kilometern wird der Waidbach von der Bundesautobahn 20 mit einer Talbrücke überquert. Nach weiteren vier Kilometern mündet er südöstlich vom Satower Ortsteil Matersen bzw. südwestlich von Ziesendorf auf 3,3 m ü. NHN in die Beke, die nach etwa zwölf weiteren Flusskilometern in Schwaan die Warnow erreicht.

### Stege
Der nördliche Abfluss heißt die Stege. Sie rinnt durch Parkentin und Bartenshagen und vereinigt sich nach acht Kilometern mit dem Rotbäk (oder Rotbach).
Nur 80 Meter hinter der Vereinigung gibt es wieder eine Verästelung: Der größere Teil des Wassers wird als Stegekanal (früher dem Rotbach zugerechnet) nach Westen geleitet und erreicht nach zwei Kilometern am Nordrand von Bad Doberan das Mühlenfließ, das nordöstlich von Heiligendamm in die Ostsee mündet. Das Mühlenfließ unterhalb der Einmündung des Stegekanals ist mit der Stege zusammen als dasselbe Fließgewässer klassifiziert.
Der kleinere Teil des Wassers wird durch ein Siel im Hochwasserdamm des Rotbachs bzw. Stegekanals gelassen und fließt als Stege nördlich des vorgenannten Wasserlaufs durch Felder und Wiesen der Conventer Niederung in den von Moor umgebenen Conventer See. Der hat eine Fläche von gut einem Quadratkilometer und ist vom Meeresufer durch eine Landbrücke von weniger als einem halben Kilometer Breite getrennt, dem Heiligen Damm, nachdem das Seebad benannt ist. Sein Ablauf mündet zusammen mit dem Mühlenfließ durch die Jemnitzschleuse in die Ostsee. Bis Anfang der 1960er Jahre bestand die Anbindung an das Mühlenfließ in Doberan noch nicht. Somit maß die Stege einschließlich des Konventer Sees und dessen Jemnitz genannter Verbindung mit der Ostsee etwa 18 km, einschließlich des längsten Quellbaches sogar 21 km. Heutzutage sind es von der hintersten Quelle über das Mühlenfließ bis zur Mündung 300 Meter mehr.

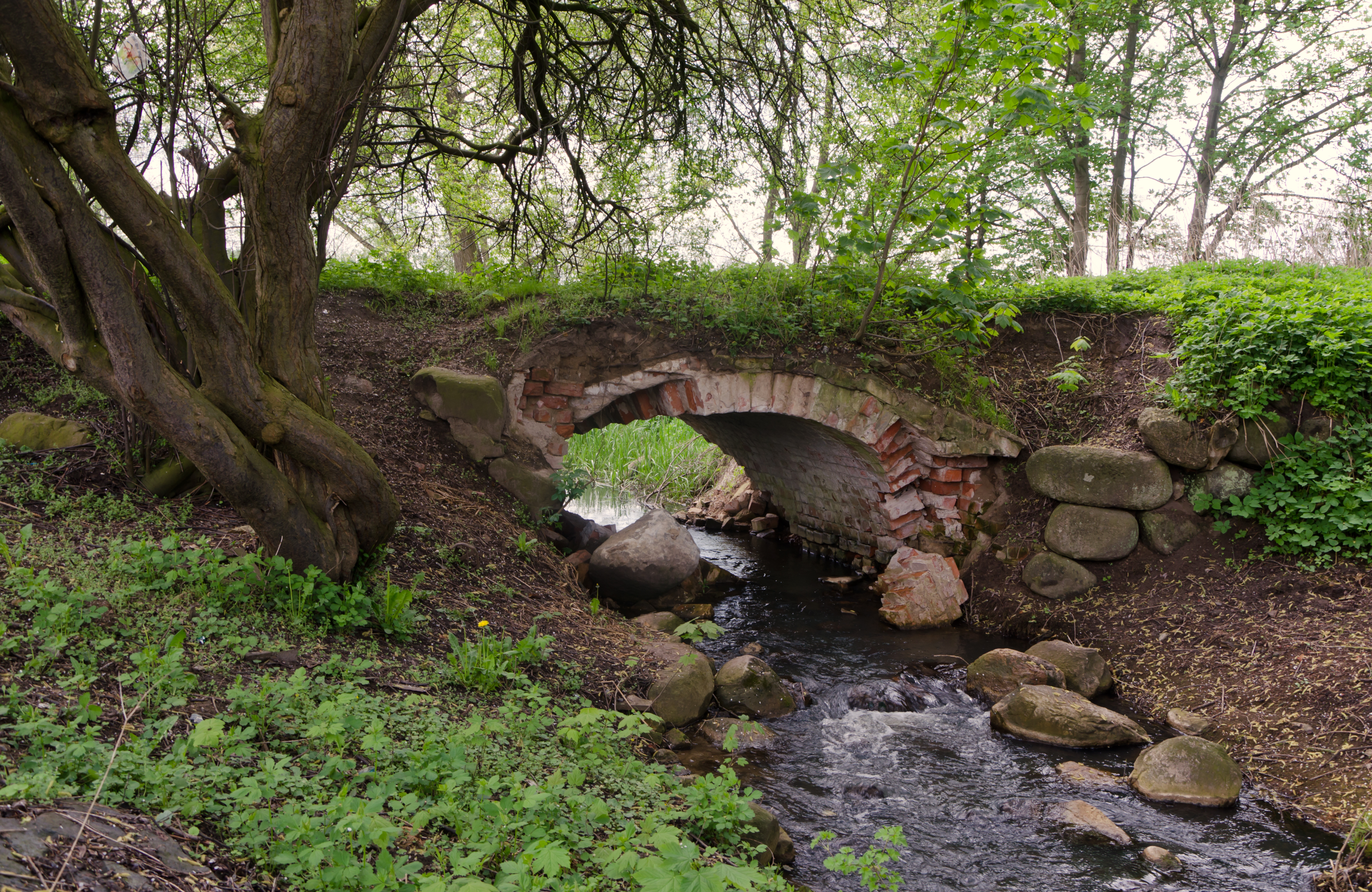
Die Stege in Parkentin

Längen der Gewässerabschnitte, jeweils bis zu ihrer Mündung:
- 3,51 km – nicht klassifizierter Quellbach[2]
- GWK 963812, Scheitelgewässer
  - 2,0 km – ab Brücke Konow – Wilsen
  - 1,05 km – ab Einmündung des Quellbaches
- GWK 9638, Stege – Stegekanal (unterer Rotbach) – Mühlenfließ
  - 16,2 km – ab klassifiziertem Ursprung
  - 13,9 km – ab Einmündung des Scheitelgewässers
  - 8,6 km – bei Abzweigung des alten Stege-Unterlaufes
- 8,3 km – GWK 96388, alter Unterlauf der Stege – Conventer See – Jemnitz

## Naturschutz
Der Waidbach gehört zum Landschaftsschutzgebiet Fahrenholzer Wald. In seinem Einzugsgebiet gibt es eine hohe Population von Frosch- und Schwanzlurchen. Weiterhin sind hier viele vom Aussterben und stark gefährdete Pflanzenarten sowie ein wertvoller Insektenbestand beheimatet. Der alte Unterlauf der Stege fließt durch das Naturschutzgebiet Conventer See.